# Bruno Martini (Handballspieler)
Bruno Martini (* 3. Juli 1970 in Salon-de-Provence, Frankreich) ist ein französischer  Handballfunktionär und ehemaliger Handballtorwart.

## Vereinskarriere
Martini spielte anfangs beim französischen Verein OM Vitrolles, mit dem er 1993 den französischen Pokal und den Europapokal der Pokalsieger gewann. Nachdem der Torwart mit Vitrolles 1994 die Meisterschaft errang, wechselte er zu Istres Ouest Provence Handball. Nach nur einer Spielzeit kehrte Martini nach Vitrolles zurück, mit dem er 1996 nochmals Meister wurde. Nachdem der 1,97 m große Franzose in der Saison 1996/97 in Spanien bei SD Teucro in der Liga Asobal aktiv war, stand er in der folgenden Saison beim französischen Verein Sporting Toulouse 31 zwischen den Pfosten. Nach dem Pokalgewinn 1998 wechselte er wieder nach Spanien, wo er bei BM Cangas spielte.
Martini war in der Saison 1999/2000 beim deutschen Bundesligisten HC Wuppertal aktiv. Anschließend spielte er für drei Jahre beim französischen Verein Montpellier HB, mit dem er jede Spielzeit Meister und Pokalsieger wurde. Zusätzlich gewann er mit Montpellier 2003 die EHF Champions League. Bevor Martini 2007 seine Karriere beendete, hütete er das Tor von Paris Handball und USAM Nîmes.
Als der THW Kiel im März 2009 den verletzungsbedingten Ausfall von Andreas Palicka zu beklagen hatte, wurde Martini bis zum Saisonende vom THW reaktiviert. Mit dem THW gewann er 2009 die Meisterschaft und den DHB-Pokal.

## Auswahlmannschaften
Martini bestritt 202 Länderspiele für die französische Nationalmannschaft. Im Alter von 20 Jahren und einem Monat gab er sein Debüt in der Auswahl, Rekord für einen französischen Torhüter. Mit Frankreich gewann er 1995 und 2001 die Weltmeisterschaft. Bei der WM 1997 und 2003 belegte er jeweils den dritten Platz. Zusätzlich nahm Martini 1996 und 2000 an den Olympischen Spielen teil.

## Funktionär
Er betreibt mit seiner Frau Sonia die Marketingfirma MP Sport, die unter anderem die französische Handballliga und einige französische Handballvereine betreut. Bis zum 15. Januar 2021 war Martini beim französischen Erstligisten Paris Saint-Germain als Geschäftsführer tätig. Im November 2021 wurde Martini zum Präsidenten der Ligue Nationale de Handball gewählt. Im Januar 2023 wurde bekannt, dass gegen Martini wegen des Verdachts des Missbrauchs Minderjähriger sowie des Besitzes kinderpornografischer Aufnahmen ermittelt wird und er sich einem Strafverfahren stellen muss; er stimmte einer einjährigen Bewährungsstrafe zu und trat vom Posten des Verbandspräsidenten zurück.